# Сакалаускас, Ритис
Ритис Сакалаускас (лит. Rytis Sakalauskas; род. 27 июня 1987, Алитус) — литовский легкоатлет, специалист по бегу на короткие дистанции. Выступал за сборную Литвы по лёгкой атлетике в 2007—2017 годах, многократный победитель и призёр национальных первенств, рекордсмен страны, участник ряда крупных международных соревнований, в том числе летних Олимпийских игр в Лондоне.

## Биография
Ритис Сакалаускас родился 27 июня 1987 года в городе Алитус Литовской ССР.
Впервые заявил о себе в лёгкой атлетике в сезоне 2006 года, одержав победу на чемпионате Литвы в Каунасе в беге на 100 и 200 метров.
В 2007 году вошёл в состав литовской национальной сборной и выступил на молодёжном чемпионате Европы в Дебрецене — участвовал в эстафете 4 × 100 метров, но не смог пройти дальше предварительных квалификационных забегов.
В 2009 году вновь был лучшим в зачёте литовского национального первенства в беге на 100 и 200 метров. Финишировал четвёртым на стометровой дистанции на молодёжном европейском первенстве в Каунасе. Будучи студентом, представлял страну на летней Универсиаде в Белграде — стартовал в беге на 100 метров и в эстафете 4 × 100 метров, в обоих случаях стал пятым.
В 2010 году установил мировой рекорд в достаточно экзотической для лёгкой атлетики дисциплине 150 метров. При этом на классической 100-метровой дистанции выиграл серебряную медаль на Мемориале Ван Дамме.
В 2011 году в беге на 60 метров дошёл до стадии полуфиналов на чемпионате Европы в помещении в Париже. В беге на 100 метров выиграл серебряную медаль на Универсиаде в Шэньчжэне, уступив в финале только представителю Ямайки Жаку Харви. Помимо этого, стартовал на чемпионате мира в Тэгу, установил национальные рекорды Литвы на дистанциях 100 метров (10,14) и 200 метров (20,74).
В 2012 году в беге на 60 метров дошёл до полуфинала на мировом первенстве в помещении в Стамбуле, стартовал в беге на 100 метров на европейском первенстве в Хельсинки. Выполнив олимпийский квалификационный норматив в 10,18 секунды, удостоился права защищать честь страны на летних Олимпийских играх в Лондоне — в итоге в программе бега на 100 метров остановился уже на стадии четвертьфиналов.
После лондонской Олимпиады Сакалаускас остался в составе легкоатлетической команды Литвы и продолжил принимать участие в крупнейших международных соревнованиях. Так, в 2013 году на 100-метровой дистанции он финишировал седьмым на Универсиаде в Казани, участвовал в командном европейском первенстве в Гейтсхеде.
В 2014 году выступил на чемпионате Европы в Цюрихе.
В 2015 году отправился представлять страну на Универсиаде в Кванджу, где стартовал в беге на 100 метров и эстафете 4 × 100 метров.
На европейском первенстве 2016 года в Амстердаме в дисциплине 100 метров дошёл до полуфинала.
В 2017 году отметился выступлением на командном чемпионате Европы в Лилле и на том завершил спортивную карьеру.